# Moldaviens damlandslag i volleyboll
Moldaviens damlandslag i volleyboll representerar Moldavien i volleyboll på damsidan. Det debuterade i internationella sammanhanget i kvalet till EM 2005. I den första matchen mötte de Georgien och vann direkt sin första match med 3-0. De förlorade dock de övriga sju matcherna i kvalet (inklusive returmötet mot Georgien) och lyckades därför inte kvalificera sig för EM. De har också deltagit i kvalet till EM 2007 och EM 2009, liksom kvalet till VM 2014., utan att lyckas att kvalificera sig i något av fallen.

### Fotnoter
1. 1 2 3 4  ”CEV:s databas”. https://www-old.cev.eu/Competition-Area/CompetitionTeamDetails.aspx?TeamID=6170.
2. ↑  ”Moldova” (på engelska). CEV. https://www-old.cev.eu/Competition-Area/CompetitionTeamDetails.aspx?TeamID=6170. Läst 21 mars 2023.